# Зеда Сазано
Зеда Сазано (груз. ზედა საზანო) — село в Грузії.
За даними перепису населення 2014 року в селі проживає 1260 осіб.